# Pagyda praelatalis
Pagyda praelatalis là một loài bướm đêm trong họ Crambidae.